# 日産・スカイラインGT-R
スカイラインGT-R（SKYLINE GT-R 、スカイライン・ジーティーアール）は、日産自動車がかつて生産・販売していたスポーツカー。中型乗用車「スカイライン」をベースにモータースポーツへの参戦を想定し、動力性能を大幅に引き上げたモデルである。
愛称は「アール」「スカG-R」「GT-R」のほか、各世代の愛称・型式でも呼ばれる。

## 概要

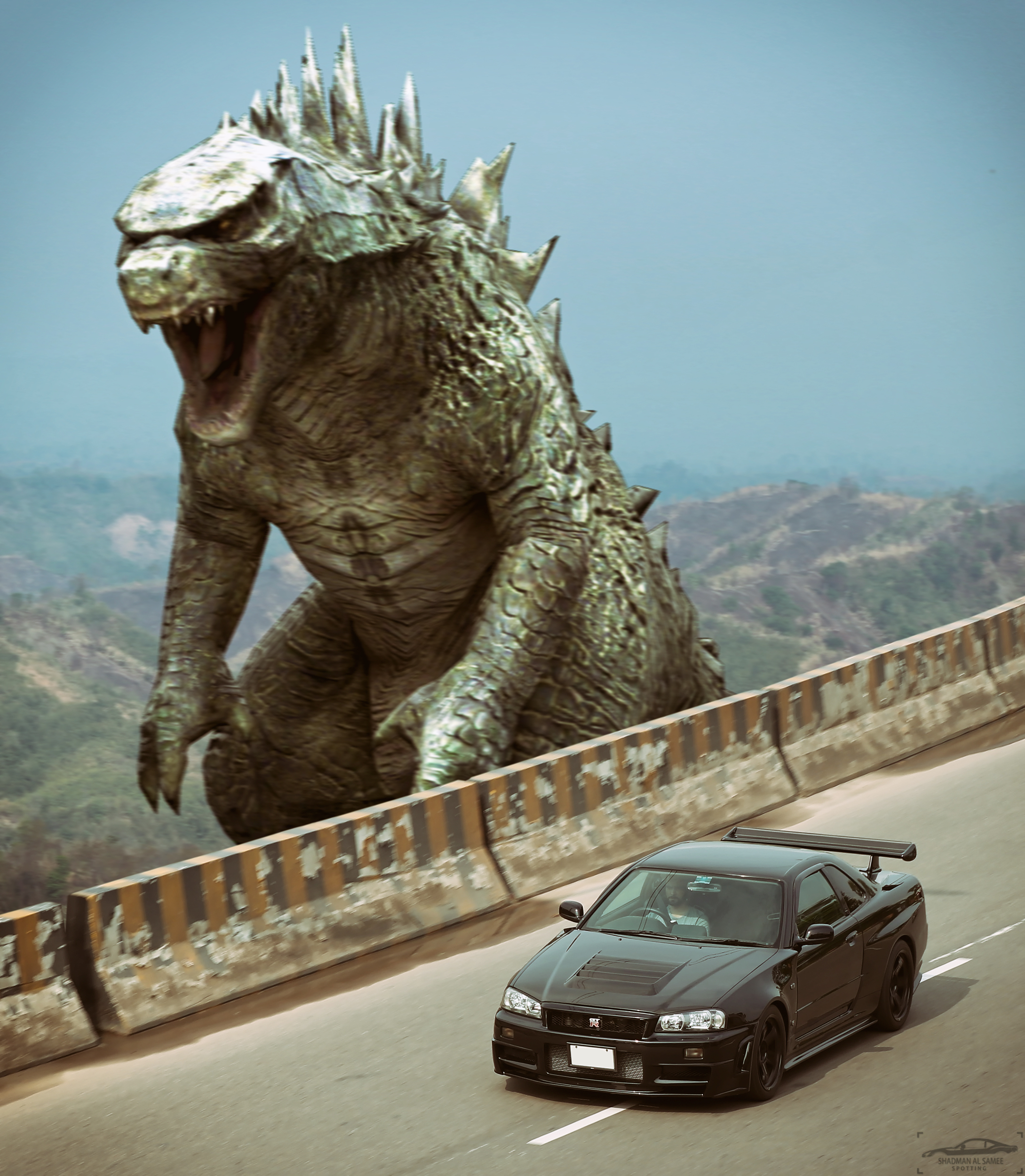
特にBNR34型に代表される第2世代は、重くて無骨な割に速く、後述するレース活動における記録から、海外では日本の怪獣になぞらえて「ゴジラ」と呼ばれることがある。

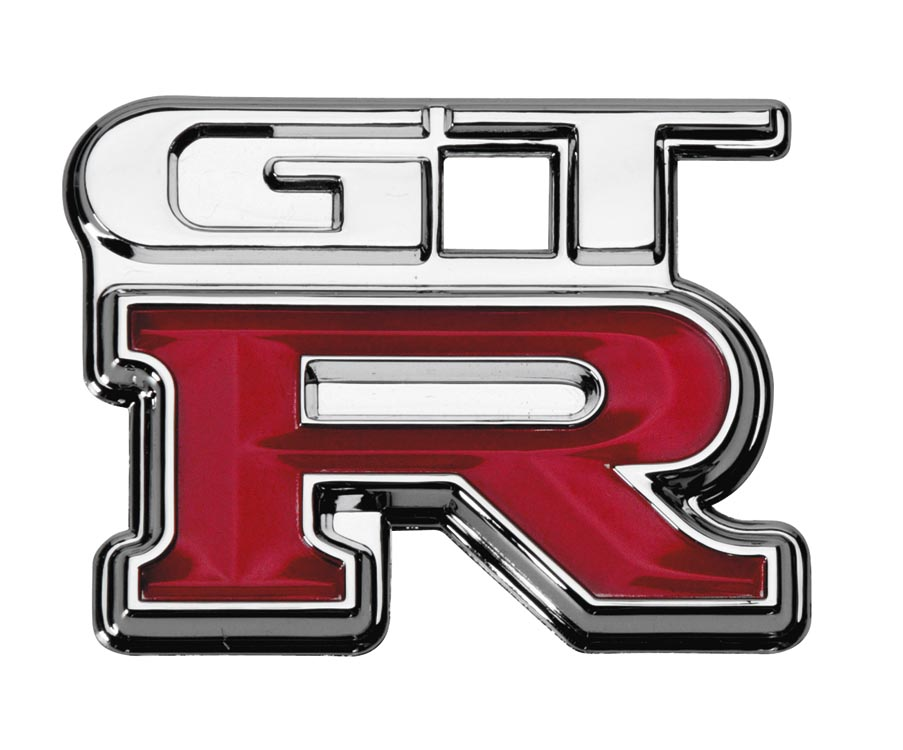
バッジ

“GT-R”の歴史は、ツーリングカーレースで活躍した先代プリンス・スカイライン2000GT-B（S54B-II型）の後継車として、1968年（昭和43年）10月開催の第15回東京モーターショーへ「スカイラインGTレーシング仕様」を出品したことに始まる。これはスカイライン2000GT（GC10型）の車体へ、プロトタイプ・スポーツカーである日産・R380のエンジン・GR8型をベースに開発された直列6気筒DOHCエンジンを搭載したものである。この「GTレーシング仕様」がほぼそのままの形で、1969年（昭和44年）2月に初代GT-R（PGC10型）として発売された。以降、2世代5代に渡って開発・生産・発売された。
スカイラインの中でも自動車レースでの使用を主として開発されたスポーツバージョンであり、日本を代表する高性能車のひとつに数えられる。自動車レースにおけるあらゆる規則の範囲内において、最大の性能を発揮する専用エンジンを組み込んでいる点が特徴であり、出場した自動車スポーツレース全般で数多くの勝利を挙げてきた。現在でもR32型、R33型、R34型（いわゆる第2世代）の人気が特に高く、中古車が主に北米へ多数輸出、輸出したR32型を再び日本国内へ逆輸入し再登録といったことも盛んに行われており、中古車価格はPGC10型からR34型まで、ともに数百万～数千万円という非常に高値安定傾向である。

## 第1世代 S20エンジン系（1969年 - 1973年）

### 初代 PGC10/KPGC10型（1969年 - 1972年）
開発はプリンス自動車工業時代にS74型として着手されており、日産自動車合併後の1969年（昭和44年）2月21日に発売された。おとなしいセダンボディに獰猛なエンジンという意味の「羊の皮を被った狼」のキャッチフレーズが、先代プリンス・スカイライン2000GT-Bからそのまま受け継がれた。ステアリングギア比をクイックにし、足回りも強化された。スカイラインの伝統でもあった「サーフィンライン」デザインも、ワイドタイヤを履く邪魔となることから断ち切られてホイールアーチが大きくえぐられた。これによって、チューブレスのロープロフィル・ハイスピード・タイヤ（6.45H-14-4PR）を標準装着できるようになった。また、レースに不要なヒーターやラジオなどはオプション扱いだった。
同年10月にはスカイラインシリーズ全体のマイナーチェンジに伴い、外装・内装に若干の変更が行われる。外装はヘッドランプベゼルとフロントグリルが独立した3分割タイプだったものがワンピースグリルと呼ばれるものに、メッキ仕上げだったフェンダーミラーはつや消し黒に、内装ではステアリングホイールのリムがウッドから、それまでスポーツオプションだった合成ゴム成型に変更された。
1970年（昭和45年）10月5日、ベースとなるスカイラインのマイナーチェンジに伴ってハードトップと称するホイールベースが70 mm短縮された2ドアクーペボディが追加され、GT-RもハードトップのKPGC10型に移行し、セダンは廃止された。C10型系全般のマイナーチェンジによる変更点を除き、PGC10型からKPGC10型への限定した変更点として、リアホイールアーチにFRP製の黒いオーバーフェンダーの装着、フェンダーミラーを砲弾型からタルボ型へ変更、フロントグリルの意匠変更、などである。4ドアセダンをベースに2ドアクーペを設定する場合、ハードトップスタイルを採用する例は同時期の西ドイツ車で多く見られるが、Bピラーがなくなることで低下するボディ剛性への対策として、メルセデス・ベンツが好むホイールベースの短縮という手法を採用しており、ボディ剛性を維持しつつ若干の軽量化も実現した。より低く流麗となったクーペボディで空気抵抗が低減、短縮されたホイールベースで運動性能も高まったことから、GT-Rの競争力はさらに向上した。
外観におけるGT系との相違は、拡大されたトレッドに対応するためリアホイールアーチがサーフィンラインをカットして上方へ拡大されているほか、前後ウインドシールドをはじめとした全てのガラスが青色の熱線吸収タイプではなく4気筒モデルのスタンダードと同じ無色透明タイプになり、リア熱線デフォッガーやモールなどの装飾類、ホイールキャップが装備されない点などが挙げられる。これらに加え、ラジオがオプション装備であるため、選ばなければアンテナも付かない。また、KPGC10前期型にはオプション装備のリアウイングを備えた車もある。防錆塗装や遮音用のアンダーコートすらもオプションであった。
総生産台数はPGC10型が832台、KPGC10型が1,197台。新車販売価格は、セダンが150万円、クーペが154万円だった。

#### メカニズムなど
フロントに搭載されるS20型（プリンス呼称 GR8B型） 2.0 L 直列6気筒DOHCエンジンは、前任のスカイライン2000GT（S54型）に搭載されていたG7型エンジンがツーリングカーレースにおいて競争力を失いつつあったため、純レーシングカーであるプリンス・R380用の直列6気筒 DOHC・1シリンダーあたり4バルブというGR8型の構成を受け継ぎつつ、ショートストローク化を始め、乗用車の低いボンネットに収まるセミレーシングエンジンとして新たに設計・開発されたものである。
排気系には3気筒ずつそれぞれ1本に纏められたステンレス製等長エキゾーストマニホールドを採用し、消音器の外殻を共用する以外は大気開放されるテールパイプまで2本が完全に独立している。
トランスミッションは日産自動車内製のFS5C71A/B型5速フロアシフトMT（5速はオーバードライブ）である。全段ポルシェ式サーボシンクロメッシュの常時噛合いマニュアルトランスミッションで、競技用に用意されている3種のギアレシオ中、1速が最もローギアードで2速以上をクロースレシオとしたものが標準装備として採用されており、他の2種類はスポーツオプションとされた。PGC10型からKPGC10型前期までが、クラッチハウジング、ギアケーシング、エクステンションに3分割されたA型、KPGC10型後期はクラッチ・ギアケーシング、エクステンションに二分割されたB型である。ディファレンシャルギアには多板クラッチ式LSDを装備している。
サスペンション型式は2000GTと同一の前ストラット、後セミトレーリングであるが、スプリング、ダンパーおよびフロントのみに装着されているスタビライザーがそれぞれ強化されている。ブレーキも2000GTと同一の前ディスク、後リーディング・トレーリング式ドラムであるが、ブレーキコントロールを容易にするため標準ではマスターバックは装備されていない。
ステアリング機構は2000GTと同一のリサーキュレーティングボール式であるが、ギア比は高め（速め）に変更されている。
1970年（昭和45年）10月から、S20型エンジンにブローバイガス還元装置が取り付けられた。同時に無鉛レギュラーガソリン仕様が設定されている。圧縮比を0.5下げ、点火時期の進角を穏やかにしたため、ハイオク仕様より5 PS低い155 PSとなっている。
内装はドライバーが運転する上で必要な装備が充実しているのに対し、快適装備などの不要なものは極力省かれている。運転席および助手席はリクライニング機構を持たない合皮張りのバケットシートであり、2ドアのKPGC10型では、前端下のヒンジを支点にして座席全体を前に投げ出すようにして後席の乗降性を確保する。運転席側には3点式シートベルトとヘッドレスト、サンバイザーが標準で備わるが、助手席側のそれらはオプション装備である。また、ヒーター、ラジオ、時計はもとより、ドアポケット、助手席および後席の2点式シートベルト、およびアシストグリップもオプション装備である。イグニッションキーシリンダーは、アクセサリー (ACC) ポジションのみオフから反時計回り側の、本来ステアリングロックのあるべき位置へ隔離され、オフから時計回りで、オン、スタートと並んでおり、競技使用時の利便が図られている。このためステアリングロックは装備されておらず、キーの抜き差しはオフ位置で行う。
GT-Rの特徴である等長エキゾーストマニホールドにより、コンプレッサーを取り付ける空間が確保できず、純正クーラーはオプションでも設定されていない。
競技用のスポーツオプションが非常に充実しているのも特徴で、アルミ鍛造高圧縮ピストンや大径気化器、オイルクーラー、バッフルプレート付きアルミオイルパンなどのエンジン関連部品から、サスペンション、ブレーキの強化部品、幅広スチールホイールなどが一通り設定されていた。中にはワイド型ルームミラーやレースレギュレーションで義務化されていた合わせガラスのウィンドシールドなど、公道走行時においても極めて有用な部品もあった。

### 2代目 KPGC110型（1973年）
4代目スカイライン（C110型、ケンメリ）のハードトップ2000GTをベースとして、1973年1月に「2000GT-R」が発売された。
GT系と比較して、専用ラジエータグリル、前後オーバーフェンダー、リアスポイラーを装備するほか、先代では標準でなかったラジオが標準装備とされている。エンジンは先代のS20型エンジンを引き続き搭載するが、燃料タンクが100 Lから55 Lとほぼ半減している。足回りに関しては、リアにスタビライザーが装備され、6インチのマスターバック付き4輪ディスクブレーキが付与されている。車体は全長で130 mm、全幅で30 mm、ホイールベースで40 mm拡大されており、GT系と違いオーバーフェンダーが付与されている。これらの装備を足されたことでトータル45 kgの重量増となった。なお、現在のR35型GT-Rに至るまで踏襲されている丸型4灯のテールランプは、この代から採用された。
しかし、S20型エンジンが昭和48年排出ガス規制に適合できなかったため、発売からわずか3か月後の1973年4月末をもって生産・販売を終了した。総生産台数は197台で、うち市販されたのは195台であった。東京での新車販売価格は付属品価格込で163万円。
レースカーもコンセプトカーが発表されたのみで、実戦に投入されることはなかった。KPGC110型の生産終了後、GT-Rの名称は1989年のBNR32型で復活するまでの16年間、途絶えることとなる。

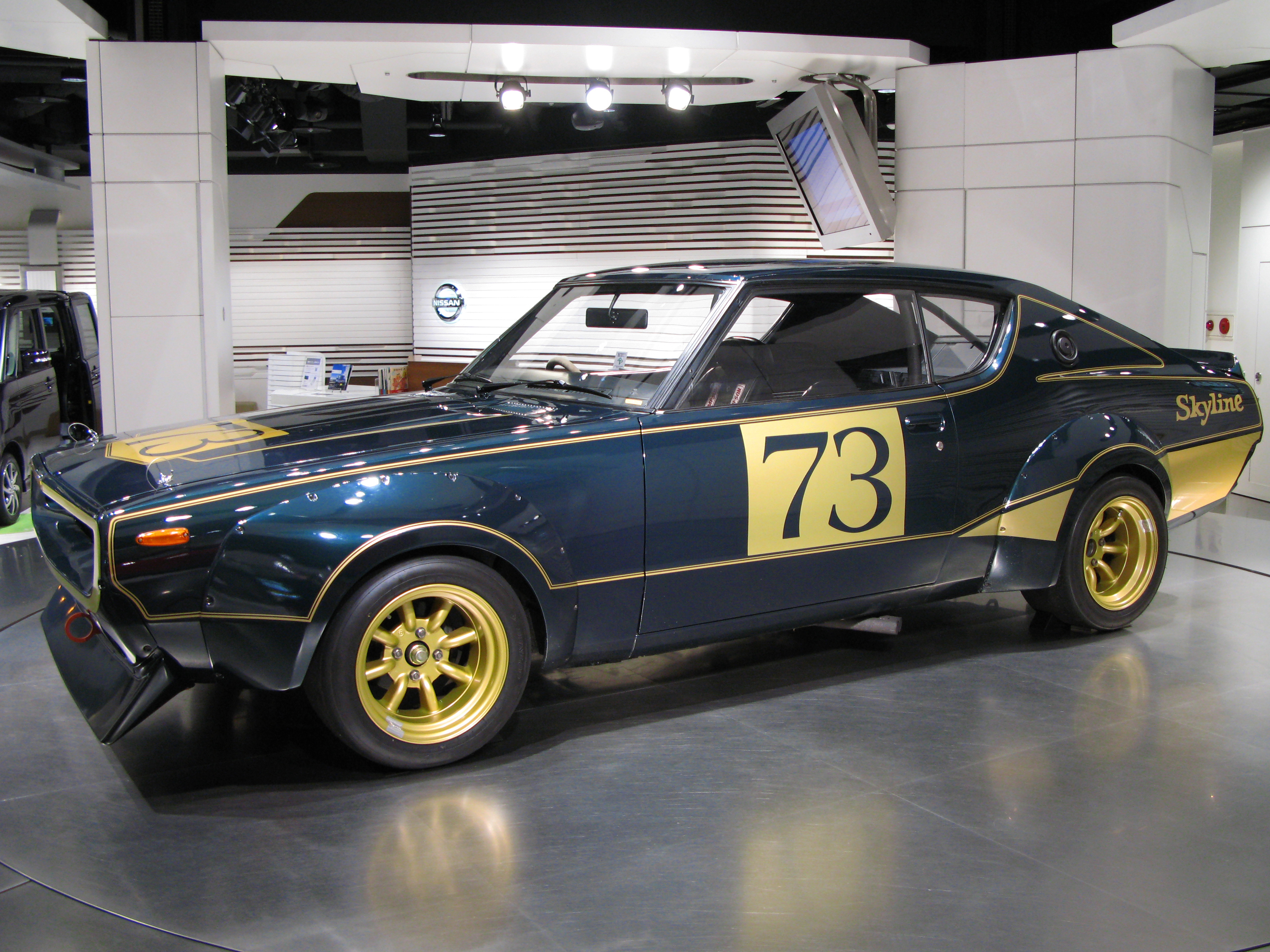
2000GT-R レーシングコンセプト（東京モーターショー出品車）

## 第2世代 RB26エンジン系（1989年 - 2002年）

### 3代目 BNR32型（1989年 - 1994年）

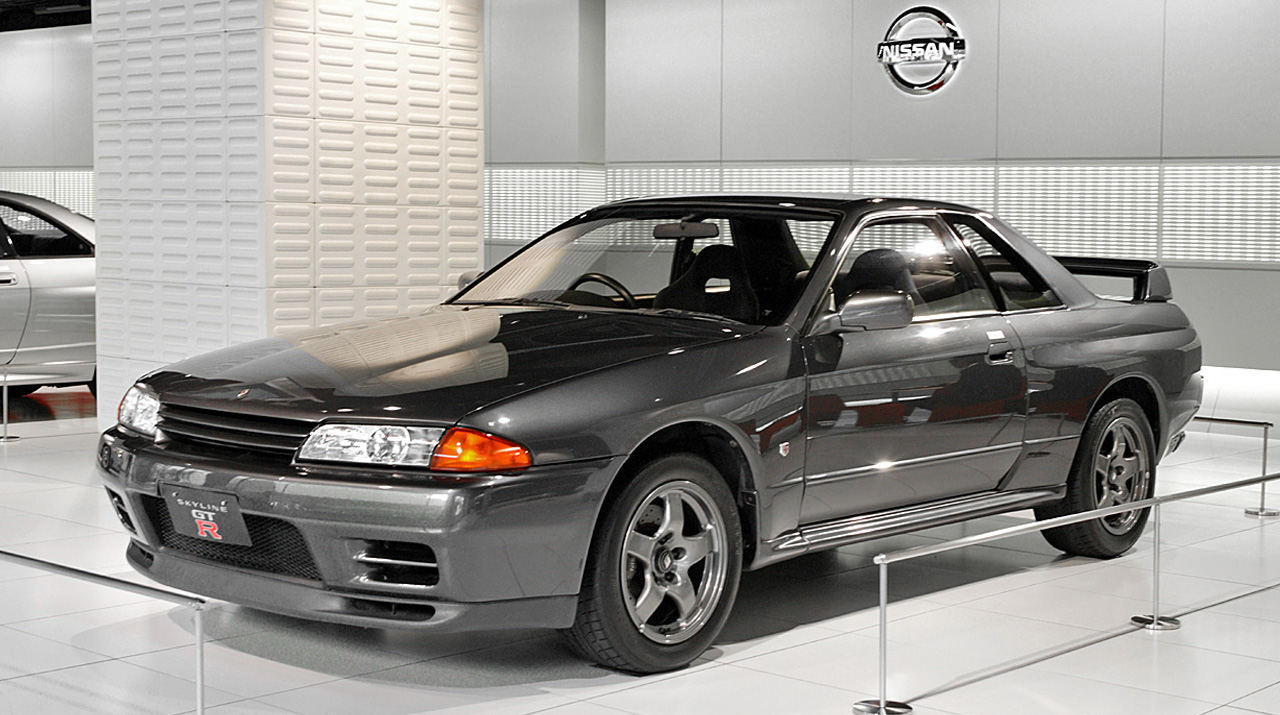
スカイラインGT-R（3代目）

1989年5月22日、8代目スカイライン（R32型）を発表。GT-Rを含む4WD車は8月発売とアナウンスされ、同年8月21日に発売された。先代KPGC110型の生産終了より16年ぶりとなるGT-Rの復活である。現在海外で「ゴジラ」と呼ばれているGT-Rの愛称は、オーストラリアでのツーリングカー選手権への参加で、他メーカー勢を周回遅れで制した衝撃がきっかけで名付けられた。
当時日産で行われていた901運動の集大成として開発されたR32型GT-Rは、専用に設計されたRB26DETT型ターボエンジンを搭載し、ATTESA E-TS、Super HICASといった当時の最新デバイスが多数組み込まれた。
GT系標準モデルとの外見上の違いは、専用16インチアルミ鍛造ホイール、前後フェンダーの拡幅化、アルミ製フロントフェンダーおよびアルミボンネット採用、フロントグリルの追加、専用フロントバンパー、専用リアウィングが挙げられる。

### 4代目 BCNR33型（1995年 - 1998年）
1995年1月6日発売。型式はBCNR33。
1993年8月にR33型スカイラインが発表された直後の第30回東京モーターショーでプロトタイプが発表された（市販モデルでは主にフロント周りが改修される）後、標準車の販売開始から遅れて1年5か月後に発表された。このR33型GT-Rは、通常はモーターショーなどで新車発表するところを、改造車の祭典である第13回東京オートサロンで発表するという形式がとられた。これは当時の市販車としては初めてのことである。
この型式より、以前にも増して本格的にニュルブルクリンクでのテストドライブが重視された。このことよりBCNR33のプロトタイプモデルが7分59秒のタイムを記録したことで、BNR32型に対してのタイム差から「マイナス21秒ロマン」と銘打ったキャッチコピーを掲げ、GT-Rとしては初の単体でのテレビCMを展開している。またBNR32型と違い、発売時よりVスペックおよびVスペックN1が設定されている。また、1997年には、日産関連企業のオーテックジャパンより、特別仕様ながらPGC10型以来の4ドアセダンGT-Rとなる「スカイラインGT-Rオーテックバージョン 40th ANNIVERSARY」が発売された。
モータースポーツでは、BNR32に引き続いて全日本GT選手権に参戦しているほか、ル・マン24時間レースにも参戦していた。
またこの代からイギリスへの正規輸出が100台限定で行われ、開発主管を務めた渡邉衡三によれば北米への輸出も検討されていたが、RBエンジンは左ハンドルへの対応が難しく、排気構造の問題からエンジンを開発し直さなければならないとの理由でアメリカ向けのR33は見送られた。

#### メカニズムなど
先代BNR32に引き続きRB26DETTを搭載しているが、旧型より増加した車両重量に対応させるための高出力化が必要となった。そのために従来8ビットであったECUの16ビット化、過給圧の上昇、バルブタイミングや吸排気系、圧縮比、フリクションロスの見直しなどの改良により、出力は280 PS/37.5 kgf·mとなる。また、BNR32ではVスペック系統のみ設定されていたブレンボ製ブレーキキャリパーを全車標準装備とし、Vスペック系統にはアクティブLSDを採用。このアクティブLSDとシンクロして動作するATTESA E-TS PROが搭載されている。車体の特徴として、R32型から全長が130 mm、ホイールベースで105 mm拡大され、全体的にワイドボディ化された。加えてボディも補強され、剛性が高まっている。また新たに角度調整機構付リアスポイラーを採用した。
内装の基本的なレイアウトは、センターコンソールの3連メーターなどはBNR32型と同様であるものの、タコメーターにGT-Rのロゴが付いたこと、ハイビームサインが下部から上部へ移設されたことが特徴である。タコメーターが静止時に6時の位置を示しているのは主担の強い拘りである。なお前期型のステアリングは、K11型マーチなど日産のエアバッグ装着車共通のステアリングセンターパッド（握りの部分は専用）が採用されていたが、不評を買ったため、中期型よりスポーティな形状のセンターパッドに変更されている。なお、このステアリングセンターパッドについて主管の渡邉は後年主管同士の話し合いでも不評だったが、共通外のステアリングセンターパッド使用は会社内で禁止事項にされており、買ったユーザーに申し訳なかったことを明かしている。
その他、BCNR33型になり、バッテリーがトランクルーム奥に設置されるようになった。前期では青基調の内装だったが、後期型では内装内張り・シートが赤色基調に変更されている。

#### グレード

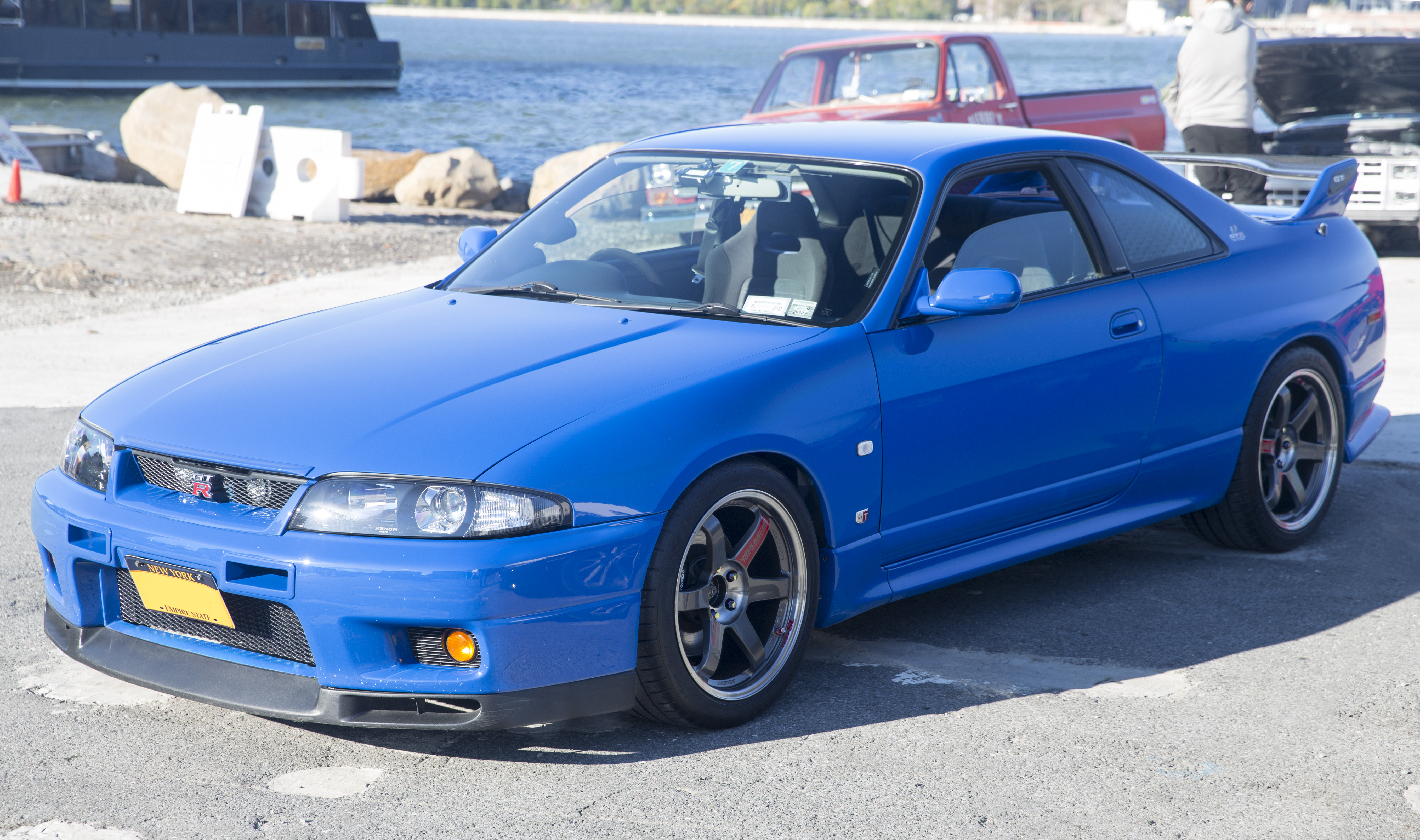
LMリミテッド

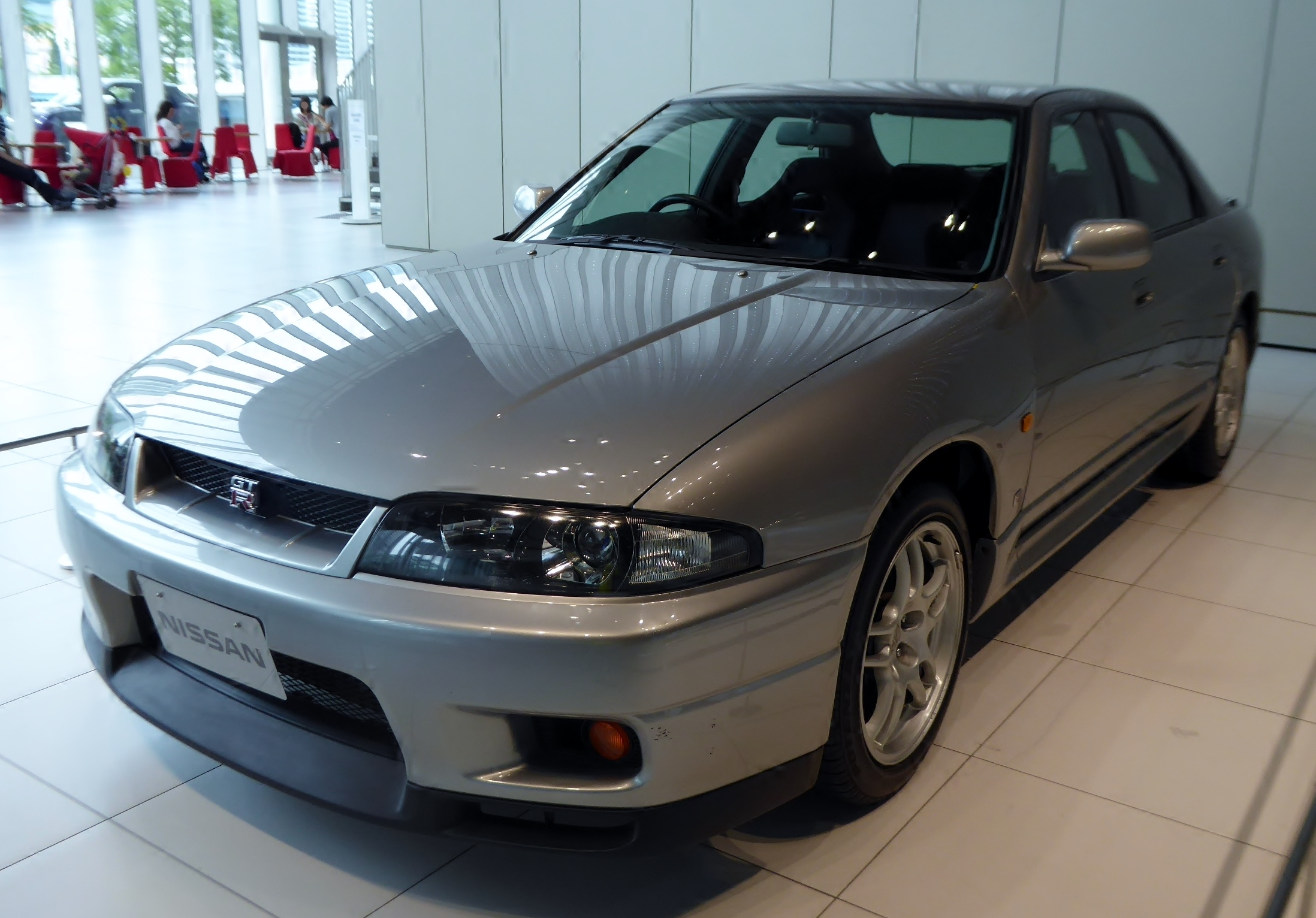
オーテックバージョン 40th ANNIVERSARY

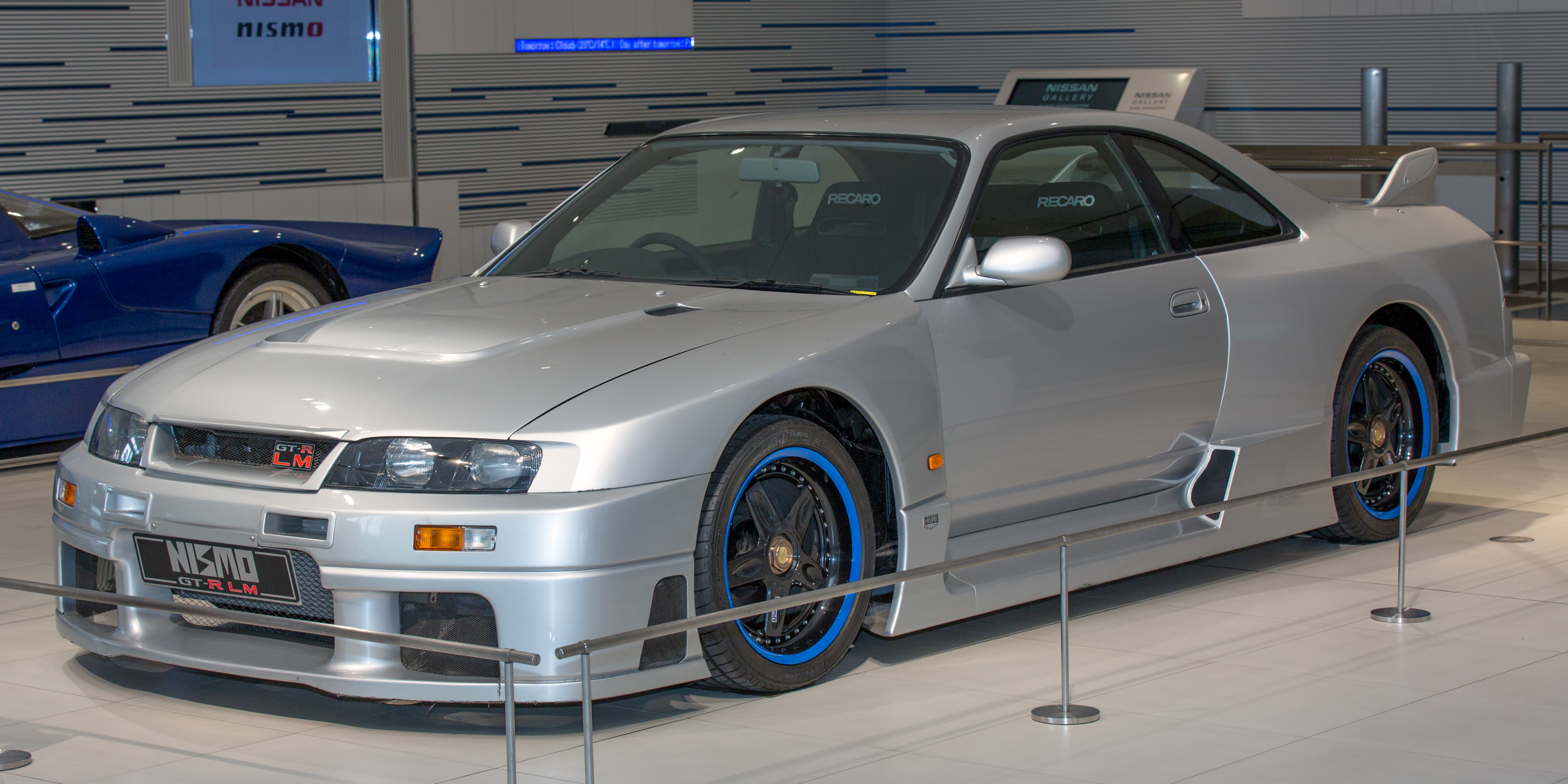
GT-R LMロードカー

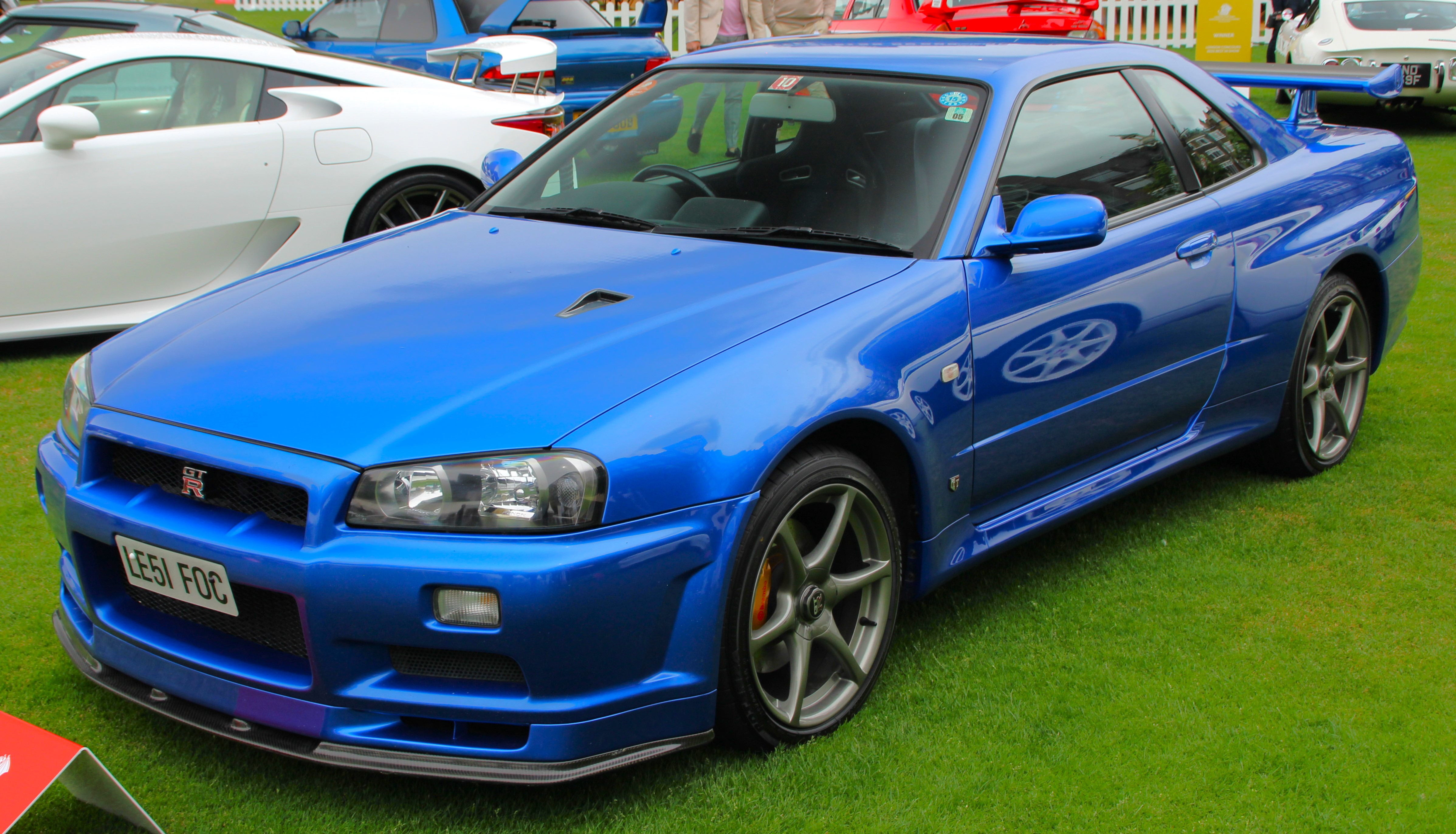
VスペックII

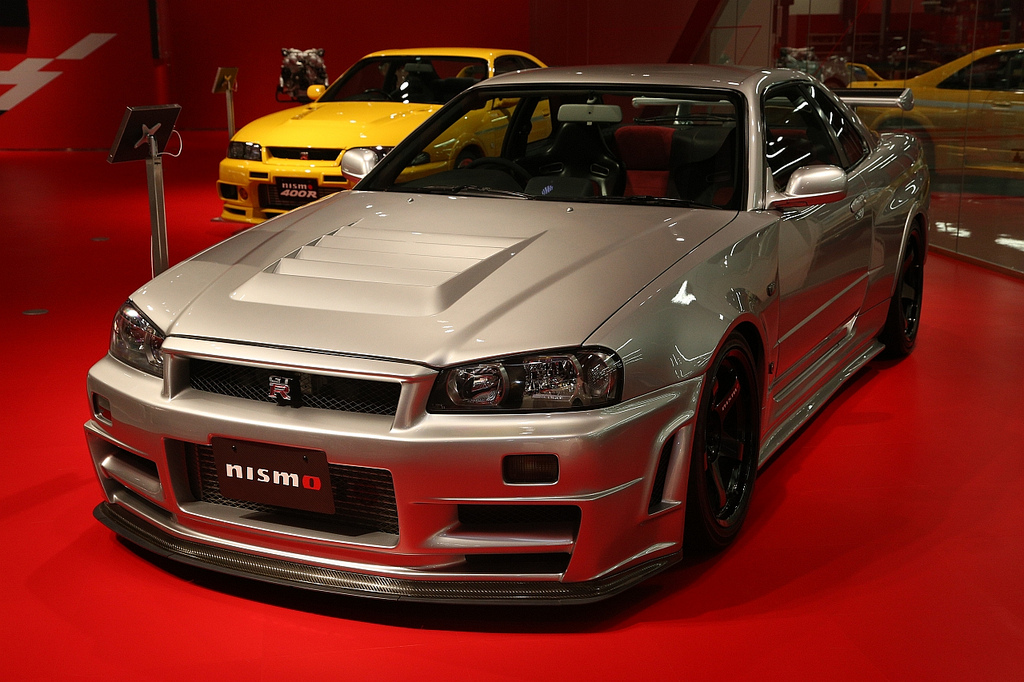
NISMO Z-Tune

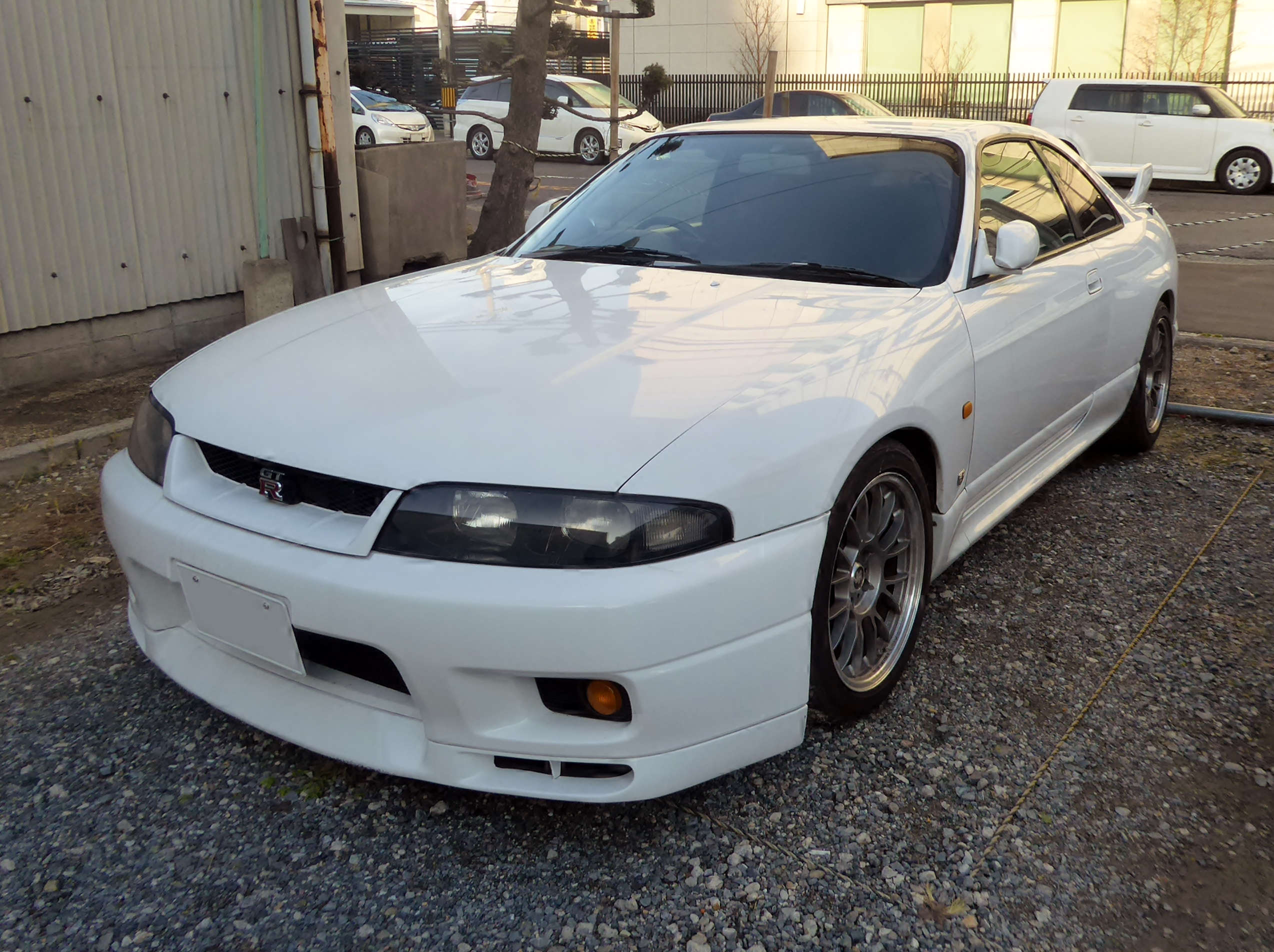
標準車
標準仕様車。

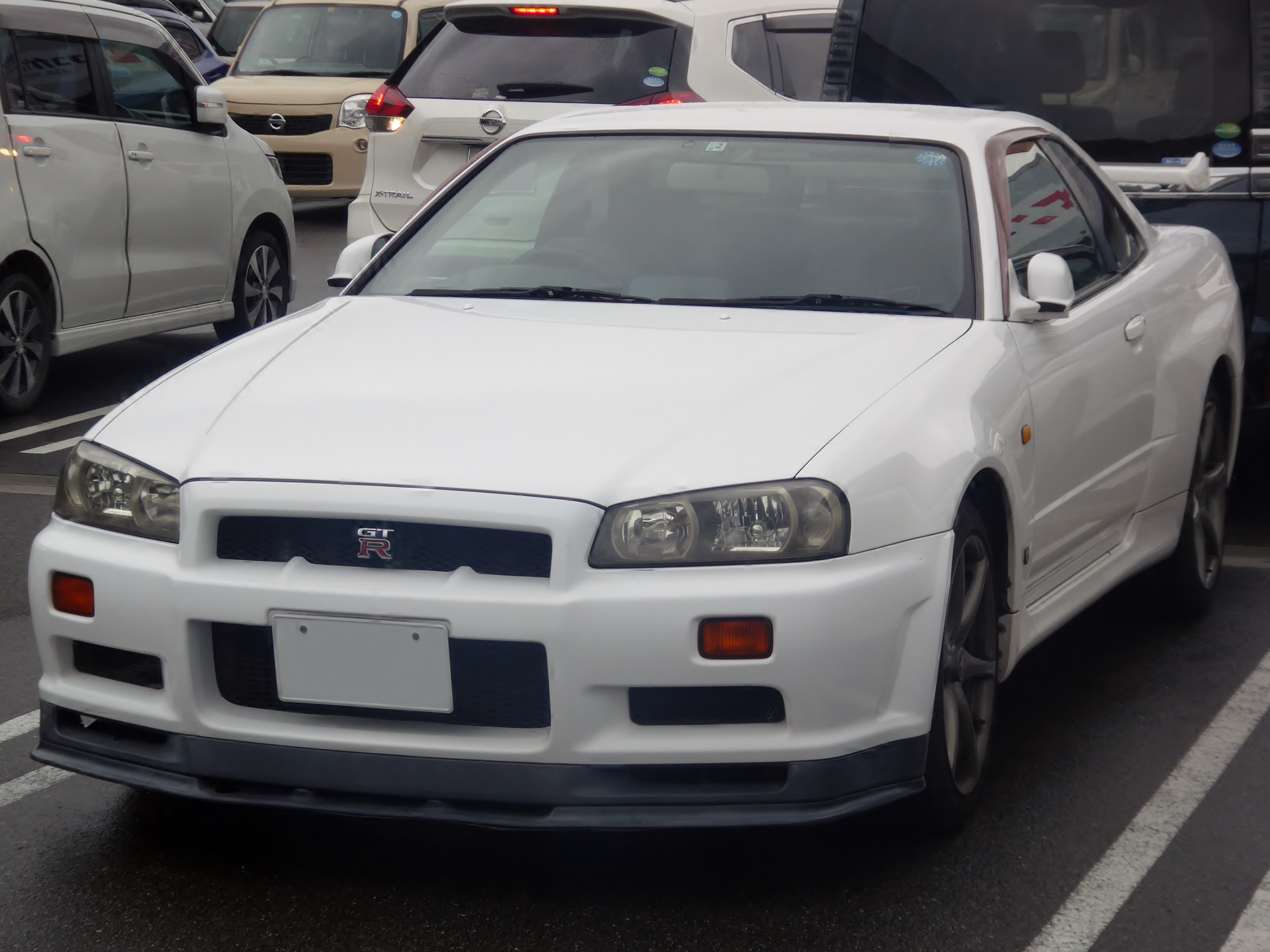
Vスペック
アクティブLSD、ATTESA E-TS PROに換装し、専用セッティングの足回りを装着し車高を下げた上位モデル。ベストモータリング1995年4月号でR33広報車と土屋圭市のマイカーである市販車Vスペックがレースをしたところ、市販車Vスペックが広報車の標準車よりも遅く、広報チューンが発覚したこともある。
Vスペック N1
従来同様N1耐久レース参戦用ベースモデル。カーボンセンターリヤスポイラー、カーボン製アンダーカバー、メタルタービン、空冷式エンジンオイルクーラーなどの専用装備を持ち、軽量化として助手席エアバッグ、エアコン、オーディオ、集中ドアロック、リヤワイパーなどが省かれている。なおボディカラーの設定はホワイトのみ。
LMリミテッド
1996年5月にル・マン24時間レース参戦記念として、期間限定で販売されていた特別仕様車。専用色「チャンピオンブルー」が設定されており、角度調整機能付きセンターカーボンウィング、フードトップモールが装備されている。標準車・Vスペック共に設定。
スカイラインGT-Rオーテックバージョン 40th ANNIVERSARY
スカイライン生誕40周年を記念して、1997年10月開催の第32回東京モーターショーで出展、後に注文生産車として市販された。2ドアGT-Rのブリスターフェンダーを再現するため、あえてリアドアとリアフェンダーのプレス型を作り直すなど、一見4ドアGTSのボディをベースにGT-R仕様に改造したような外見をしている（ただしリアは4ドアのテールランプのまま）。1998年1月に正式発売、当時498万5,000円。型式は「BCNR33改」となり、2ドアボディに後部2枚のドアを追加した2ドア改4ドアGT-Rとなる。生産は村山工場で組み立てされた後、座間事業所にて仕上げを施され、出荷された。この型を神奈川県警察高速道路交通警察隊が白黒パトカーとして、埼玉県警察が覆面パトカーとしてそれぞれ2台ずつ導入している。生産台数は422台。
NISMO 400R
NISMOが開発した市販コンプリートカー。ニッサン・モータースポーツ・インターナショナル#チューニングカーを参照。このモデルは、RB26DETTエンジンではなく、RB-Xと呼ばれる400馬力を発生するエンジンに換装している。
余談として「400R」の名称は後に2019年7月にマイナーチェンジが発表されたV37型スカイラインの特別仕様車のグレード名として再度用いられている。
NISMO GT-R LM
ル・マン24時間レース参戦用ホモロゲーションモデル。1台のみの製作で、イギリスにて登録された。ニッサン・モータースポーツ・インターナショナル#チューニングカーを参照。

#### 年表
- 1995年1月6日 - R33型GT-R発売。ラインアップは標準車とVスペックおよびVスペックN1。
- 1996年1月22日 - マイナーチェンジにより中期型へ移行[33]、デュアルSRSエアバッグを標準装備とし、ステアリングデザイン、リアフィニッシャーのデザイン変更、車体色スーパークリアレッドII、ソニックシルバーメタリックの追加など。
- 1996年5月21日 － LMリミテッドを2か月限定で販売。
- 1997年2月3日 - マイナーチェンジで後期型へ移行[34]、ヘッドランプがプロジェクターキセノンヘッドランプに変更され、リアの右側後退灯がリアフォグランプに変更されたほか、ドア内張りおよびシートを赤基調のものに変更、バンパーが全車N1仕様（通称ブタ鼻タイプ）に変更されたが、オプションで前期型のバンパーを選択する事も出来た。
- 1998年1月 - スカイラインGT-Rオーテックバージョン 40th ANNIVERSARY発売。
- 1998年11月9日 - 生産終了。以降は在庫分のみの対応となる。総生産台数は1万6422台[17]。
- 1998年12月 - 販売終了。

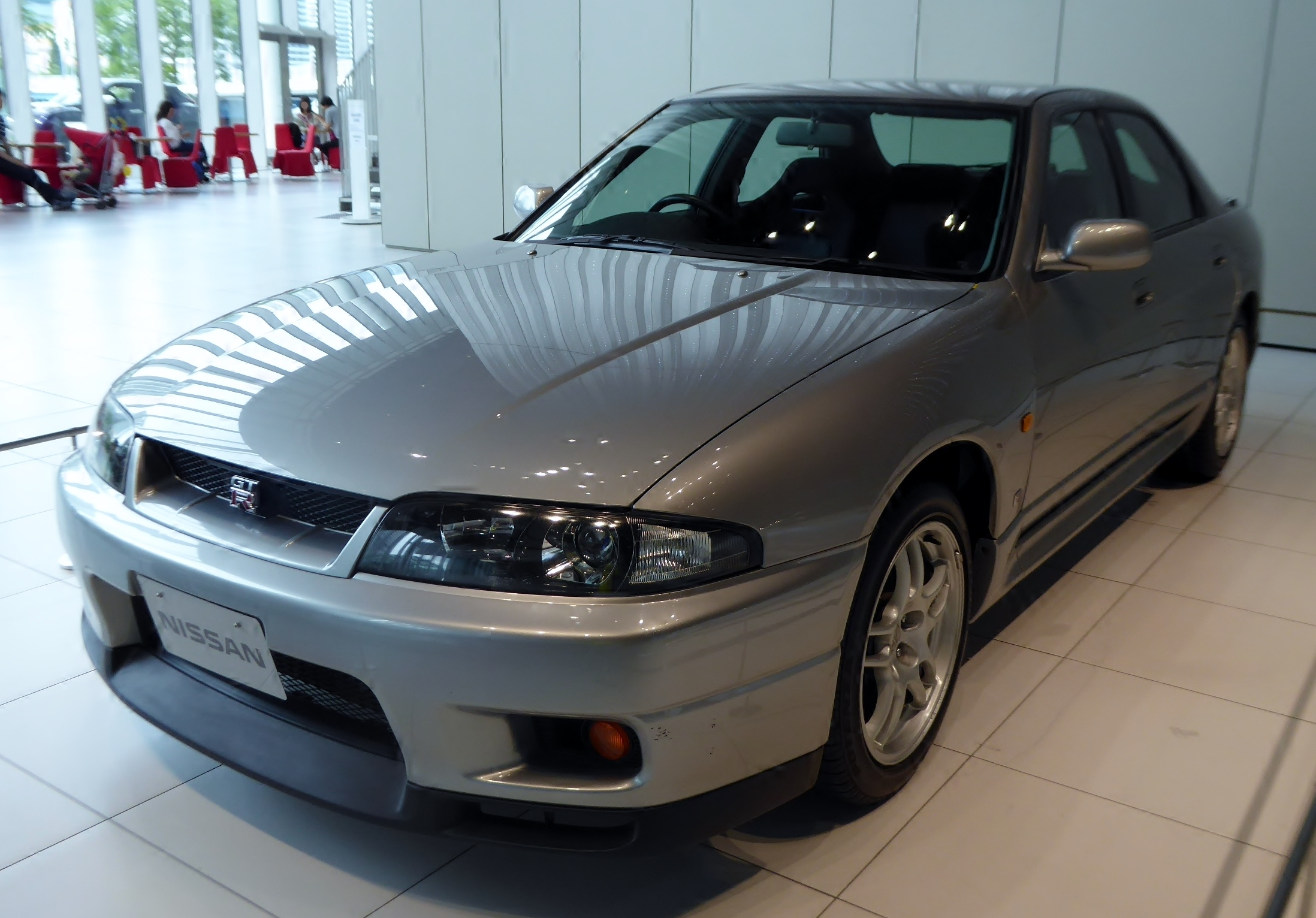
オーテックバージョン 40thアニバーサリー（フロント）
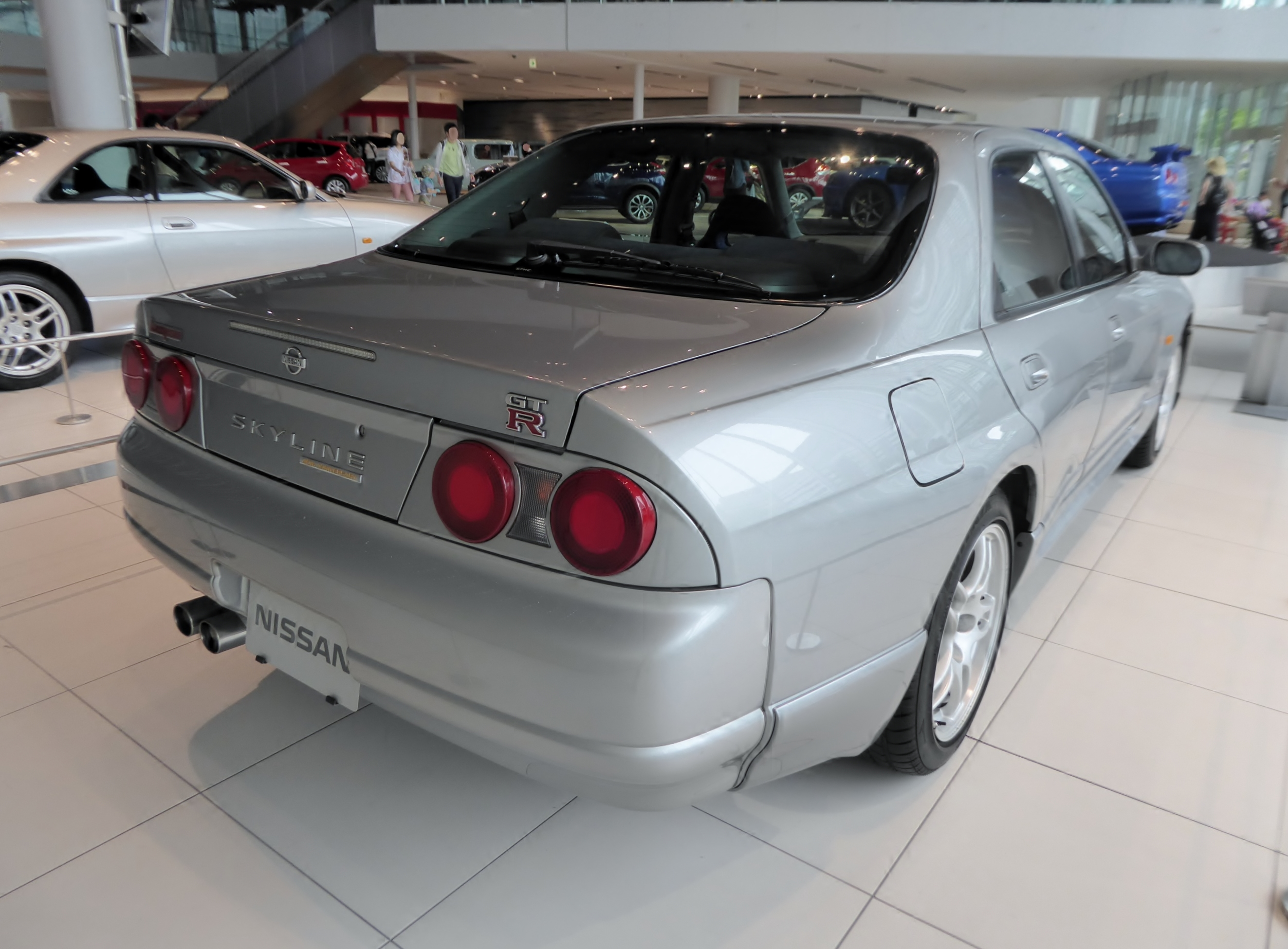
オーテックバージョン 40thアニバーサリー（リア）
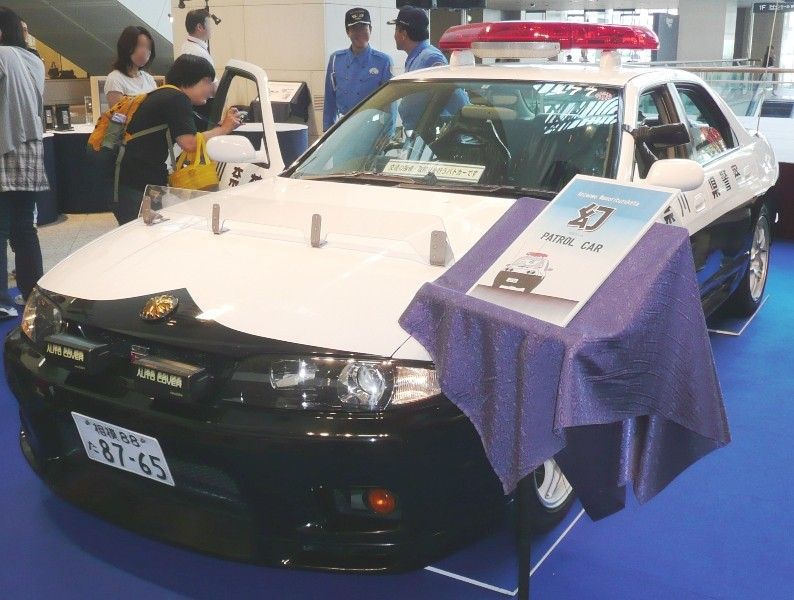
オーテックバージョン 40thアニバーサリー（パトカー仕様、フロント）
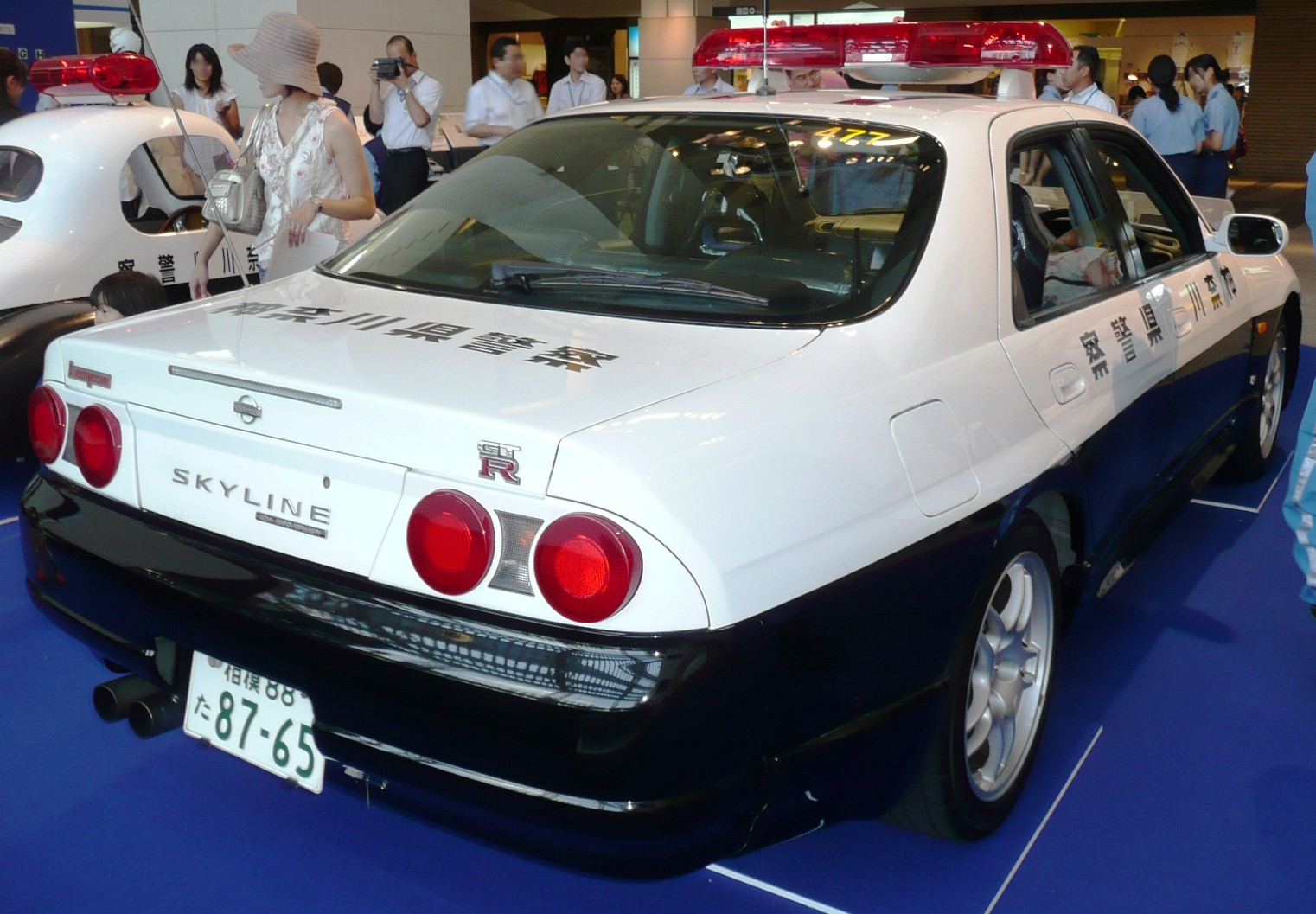
オーテックバージョン 40thアニバーサリー（パトカー仕様、リア）
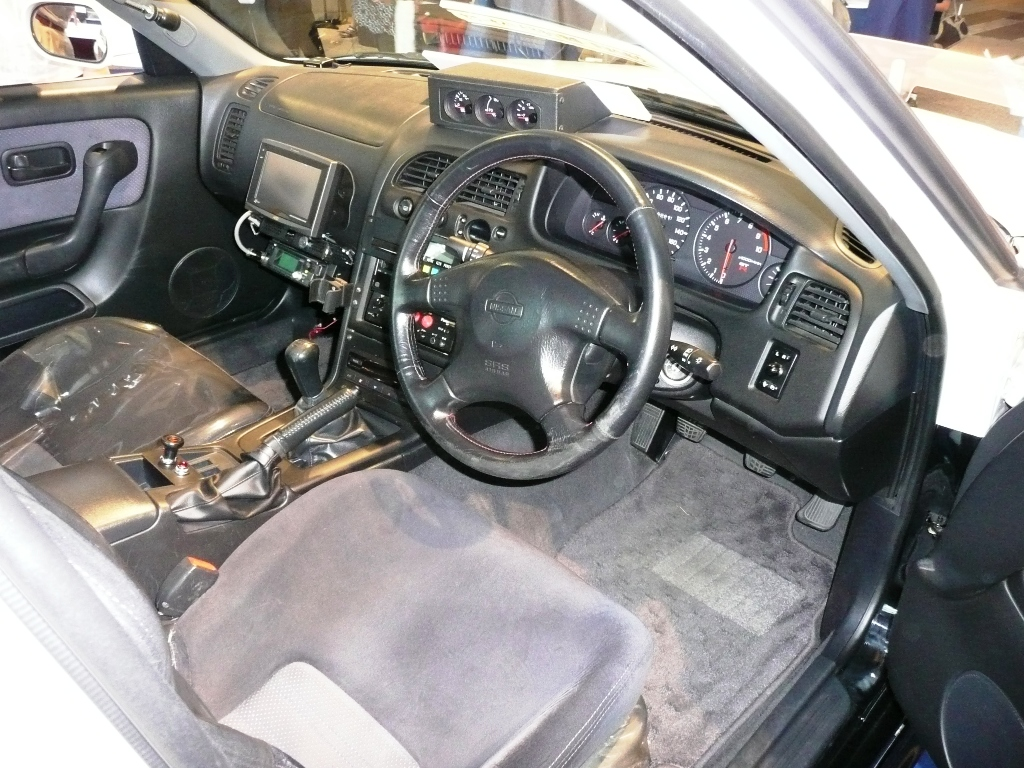
オーテックバージョン 40thアニバーサリー（パトカー仕様、インテリア）

### 5代目 BNR34型（1999年 - 2002年）
1999年（平成11年）1月8日販売開始。キャッチコピーは「人に翼を」。従来のプリンス系各販売会社、チェリー系販売会社に加えて、サニー系各販売会社でも取り扱いを開始した。
先代BCNR33型同様、第17回東京オートサロンで新車発表。この際、ニスモからコンプリートカーの展示が行われていただけでなく、複数のチューニングメーカー、ショップにも事前に納車され、若干のチューニングが施された車両が展示された。生産は2000年8月のマイナーチェンジまで日産自動車村山工場、それ以降は日産自動車栃木工場で行われていた。
このBNR34型では、先代BCNR33型で不評であった大柄なボディサイズの縮小を命題としている。ホイールベースで55 mm、全長で75 mmサイズダウンし、車軸位置の調整で前後重量配分を約55:45まで改善させるとともに、車体剛性の算出にはMRS（マルチロードシミュレーター）と呼ぶ動剛性解析システムを導入し、前型比で動的ねじれ剛性を56 %、動的曲げ剛性を100 %向上した。空力では、車体全後端の下面を覆う大型ディフューザーを装備した量産車初のアドバンスドエアロシステムを採用、スタイルは全体を直線基調とし、ヘッドライトは吊り目に、丸形4灯のテールランプはそれまでの均一サイズから、内側ランプを小さくし、中心に方向指示器を配置、制動灯は外側の赤部分のみが点灯する。また、リアナンバープレートスペース左横に後退灯、右横にリアフォグランプ（赤色）が装備されている。
安全面ではサイドエアバッグをオプション設定し、セキュリティ対策としてイモビライザーも採用された。なお、BCNR33型に引き続きイギリスへの正規輸出及び、ニュージーランド、シンガポール、香港へも正規輸出が行われている。
グレード体系では従来の走行面を重視したVスペックのほか、2001年（平成13年）には乗り心地と上質感を重視したMスペックが設定されている。
しかし、平成12年排出ガス規制への適合が困難となったため、2002年（平成14年）8月をもって生産を終了した。2007年（平成19年）に後継として発表されたR35型GT-Rが「スカイライン」の名称を引き継がなかったため、スカイラインGT-Rとしては2020年（令和2年）現在、このBNR34型が最後となっている。
モータースポーツでもR33に引き続いて全日本GT選手権に参戦していたほか、ニュルブルクリンク24時間レースやスーパー耐久に「ファルケンGT-R」が参戦していた。
なお、次世代のFRスポーツカーのためのテスト車両として、このBNR34型GT-Rがベース車として採用されたことがある。その際にはVQ35DEエンジンを搭載し、FMパッケージに合わせるためにベース車のホイールベースを35mm延長しつつ、全長を200mm短縮した。その特異なフォルムは、開発関係者から「チョロQ GT-R」と呼ばれて親しまれた。

#### メカニズムなど
第2世代最後のGT-Rとあり、この代でも先進的な技術が採用されている。
Vスペックの前方下部に樹脂製、後方下部に量産車初のオートクレーブを用いて焼成されたカーボンディフューザーや、可変2段リアウイングスポイラーのアドバンスドエアロシステムを採用。このディフューザーは車体下部前後を覆っており、走行風を取り込んで圧縮・整流させボディ下面を通り、リヤで拡散させることでダウンフォースを発生させる仕組みとなっている（標準車と比べバンパー下部が大きい）。さらにフロントバンパーの幅をタイヤハウジングより大きくしているが、これは空気をタイヤハウジングへ溜めさせ、負圧でブレーキを冷却させるためである。
タイヤ、ホイールは18インチ化された（サイズは245/40ZR18、18×9JのBBS製鍛造アルミホイール）ものの、1セットあたり1 kg軽量化、ブレーキは先代同様引き続きブレンボ製を標準装備しているが、本体色の変更（黒から金）の他に取り付けボルトを太いもの（12 mmから14 mm）に変更し、支持剛性を向上させている。トランスミッションはドイツゲトラグ社と共同開発した6速ミッションで、リバースギアにもシンクロ機構が装備されている。サスペンションもテンションロッドが一体型のアルミ鍛造のものに変更され、耐久性向上と軽量化を行っている。
LSDは、R33型同様Vスペック系統にアクティブLSDを採用し、アクティブLSD準拠のATTESA E-TS PROを搭載している。なお、開発当初は無段変速機であるエクストロイドCVTの採用も検討されたが、当時FR車を担当する第一商品本部本部長だった嶋田幸夫によれば、GT-Rはチューニングされて出力特性などが大幅に変化してしまい、どういう馬力で走っているか分からないことから、品質上の問題でセドリック/グロリアに積むことになったという。
エンジンは第2世代最後となるRB26DETT型を搭載。カタログスペックの最大出力280 PSはそのままだが、ギャレット社製C100-GT25型ツインボールベアリングのセラミックタービンの採用と最大過給圧のアップで、最大トルク40.0 kgf·mを達成し、低回転域トルクの増加で常用速度域における運転性（ドライバビリティー）が向上している。またエンジンのヘッドカバーは赤メタリックで塗装され「SKYLINE GT-R NISSAN」の文字が印刷されたプレートものが使われていた（BNR32、BCNR33までは黒で「NISSAN TWINCAM 24VALVE」）。またNürにおいては金色のカバーが採用されている。
車内においては、従来センターコンソール上部に置かれていた3連メーターに代わり、マルチファンクションディスプレイ (MFD) と呼ばれる車両の状態を確認する5.8インチのモニターが搭載され、水温、過給圧などを表示することが出来るようになった（Vスペックとノーマルでは多少表示項目が異なる。また、このMFDはVICS、コンパスリンク（オプションでTVチューナーも）を搭載したカーナビが使用できた）。レブランプも搭載され設定値になると赤く光るようになっている。スピードメーターは当時の日産車では例外的に左にタコメーター、右にスピードメーターの配置となっており、Vスペック系統では渡邉のマイカーなどの例外を除いて、タコメーターの3,000 rpm以下の目盛りが圧縮された2段スケール仕様となっている。なお、3本スポークのステアリングホイールはS15型シルビアと共通である。
2000年（平成12年）10月30日のマイナーチェンジでは、リアのブレーキローターを大型化（300 mmからN1仕様同等の322 mmへ）したほか、各種フットペダルをRの文字が入った樹脂製からアルミ製のものへ変更、シフトノブもGT-Rロゴが入ったアルミ製ものに変更されている（細かい所では、ターンシグナルランプがオレンジからクリアレンズになった点、センターコンソールのイリジウム調化など）。同時にVスペックはVスペック IIとなり、量産車初となるカーボンボンネット（東レ製の「トレカ」を使用。なおカーボン地ではなく塗装済）を採用、4kgの軽量化を図ると共にNACAダクトの追加でタービン付近の温度低減が図られている。

#### グレード
標準車
標準仕様車。
Vスペック
上位グレード。アドバンスドエアロシステム、渡邉のマイカー以外には圧縮タコメータ、アクティブLSDおよびATTESA E-TS PRO、排気温度センサーが装備されている。
N1
従来同様N1耐久レース参戦用ベースモデル。従来同様のN1仕様のエンジン、オイルクーラー、メタルタービンのほか、センターコンソールおよびハンドブレーキが樹脂製となっており、エアコン、オーディオ、リアワイパー、リモコンミラーレスとなっている。また右リアフォグランプがクリアとなっている。なお、このN1で搭載されているφ322 mmブレーキローターは、のちのマイナーチェンジで全車標準装備されている。2000年8月のマイナーチェンジ時にVスペックII準拠のVスペックIIN1に変更される。V-sepcⅡN1ではボンネットが未塗装のカーボン調となっている。
ミッドナイトパープルII
R34GT-R発売記念として、1999年1月末まで販売されていた。R33型で採用されていたミッドナイトパープル色に構造色（モルフォテックス）を採用したもの。Vスペックと合わせて300台限定。
ミッドナイトパープルIII
1999年10月23日 - 11月3日まで行われていた第33回東京モーターショーに参考出品されていたもので、2000年3月末まで販売されていた特別仕様車。M.N.P.IIと比べ、より光沢感を持たせたものになっている。ホイールがシルバーの特別仕様になっている。
VスペックII
2000年8月にマイナーチェンジされた際にVスペックに代わり登場した。主な装備はNACAダクト付きカーボンボンネットの装備など。グレードのIIの文字が赤色となっている。
Mスペック
乗り心地と上質感を重視した仕様で、足回りのセッティングの変更がなされ、ハンドメイド縫製の本革ヒーター付きシート、専用ステアリングが付与されている。ボンネットは従来車同様アルミ製で、専用色にシリカブレスが設定されている。グレードのMの文字が黒色となっている。
VスペックII Nür・Mスペック Nür
2002年1月24日にR34型GT-Rの生産終了を記念して発表された両グレード合計1,000台限定モデル。Nür（ニュル）とは、GT-Rがテストコースとして使用していたドイツのサーキット・ニュルブルクリンク (Nürburgring) の意味である。エンジン、ウォーターポンプ、エキゾーストマニホールドなど、全てがN1仕様となっており、ヘッドカバーを従来の赤メタリックから金色としたN1エンジンにはバランス取りを行っている他、タービンもN1仕様のメタル製タービンである。そのほか、スピードメーターが300 km/hスケールにまで拡大され、メーカーズプレートも金色となっており、従来ステッカー式だったグレードネームもクローム仕上げの立体エンブレムとなった。車体色は新たに限定色としてミレニアムジェイド〈JW0〉が追加されている（ミレニアムジェイドはVスペック II Nür、Mスペック Nürどちらも選べる。ちなみにVスペック II Nür専用色はベイサイドブルー〈TV2〉、Mスペック Nür専用色はシリカブレス〈EY0〉である）。
NISMO R34GT-R Z-tune
Vスペック系統の良質中古車から作成したNISMOの市販コンプリートカー。ニスモ創立20周年アニバーサリーモデルである。内容はニッサン・モータースポーツ・インターナショナル#チューニングカーを参照。20台製作予定の内、実際にユーザーに渡った台数は19台。殆どがNISMOのZ-tuneシルバーだが、日本人のユーザーの希望で大森ファクトリーに何度も断られたが、やっと手に入れることのできたミレニアムジェイド1台とミッドナイトパープル Ⅲ(シャシナンバー10番目）1台がNISMOの大森ファクトリーによって製作された。

#### 年表
- 1999年1月8日 - 発売。ラインアップは標準車とVスペック、同月末まで発売していたミッドナイトパープルII。
- 2000年1月7日 - ミッドナイトパープルIII発売。2000年3月までの期間限定。
- 2000年10月30日 - マイナーチェンジにより後期型へ移行。ターンシグナルランプレンズがオレンジからクリア色に、ペダルが樹脂製からメタル製へ変更された外、N1仕様の大型リヤブレーキローターを全車に採用、バンパー意匠の変更などが行われた。同時にVスペックに代わりVスペックIIが登場。同時にアクティブレッド、ライトニングイエローが廃止された。またステアリングの赤ステッチがグレーに変更された。
- 2001年5月8日 - Mスペック発売。同時にアスリートシルバー色が廃止された。
- 2002年1月24日 - 最終限定車としてVスペックIIニュルおよびMスペックニュルがあわせて1,000台限定で発表し、即日完売。翌月2月26日発売、納車が開始された。
- 2002年11月 - 生産終了。以降は在庫分のみの対応となる。生産台数は1万1345台[20]。
- 2002年12月 - 販売終了。

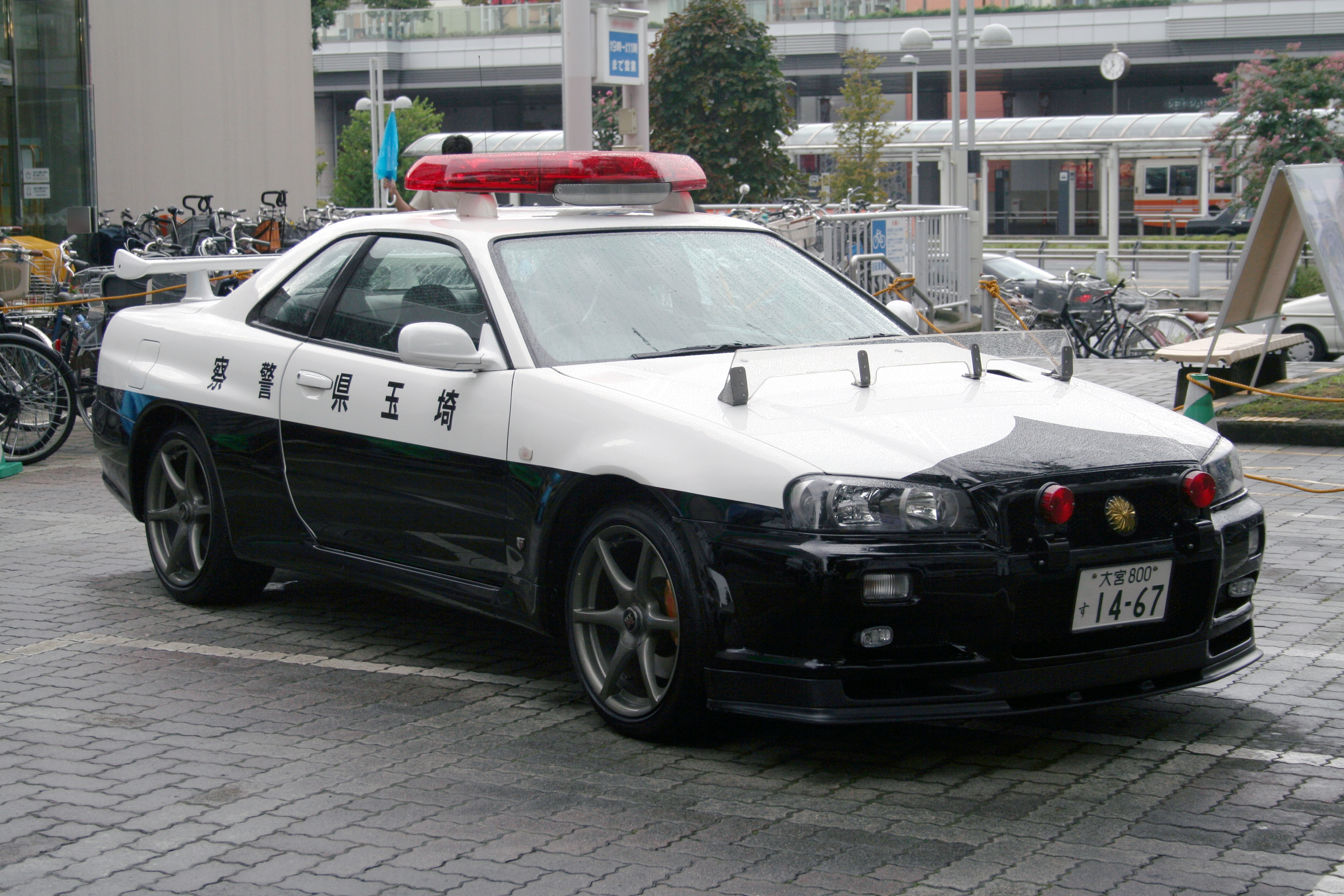
GT-R V−SpecII（埼玉県警パトカー） BNR34型GT-Rのパトカーは埼玉県警へ6台（白黒5台、覆面1台）が導入されたのみ[50]。
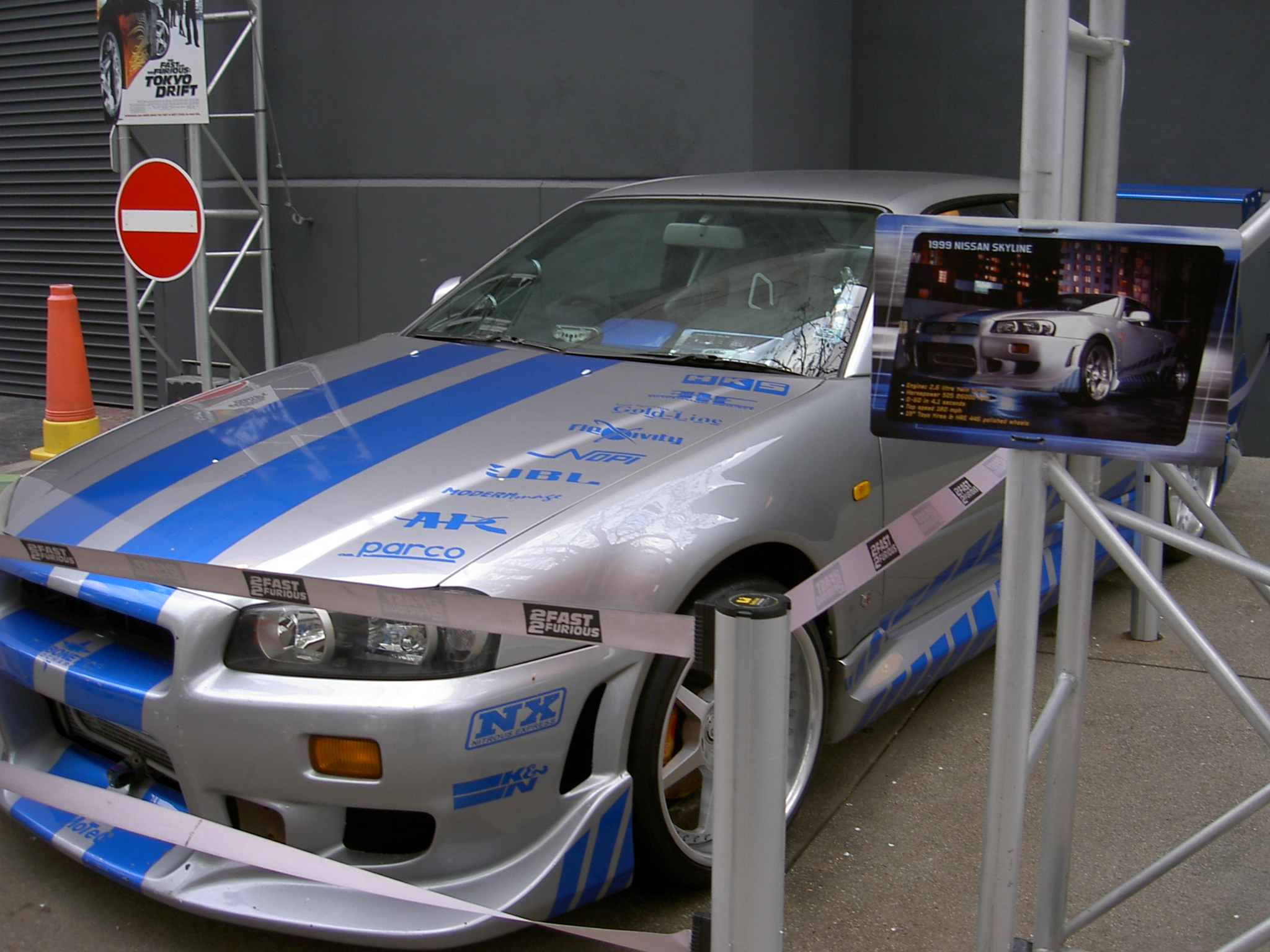
GT-R (『ワイルド・スピードX2』劇中使用車両)
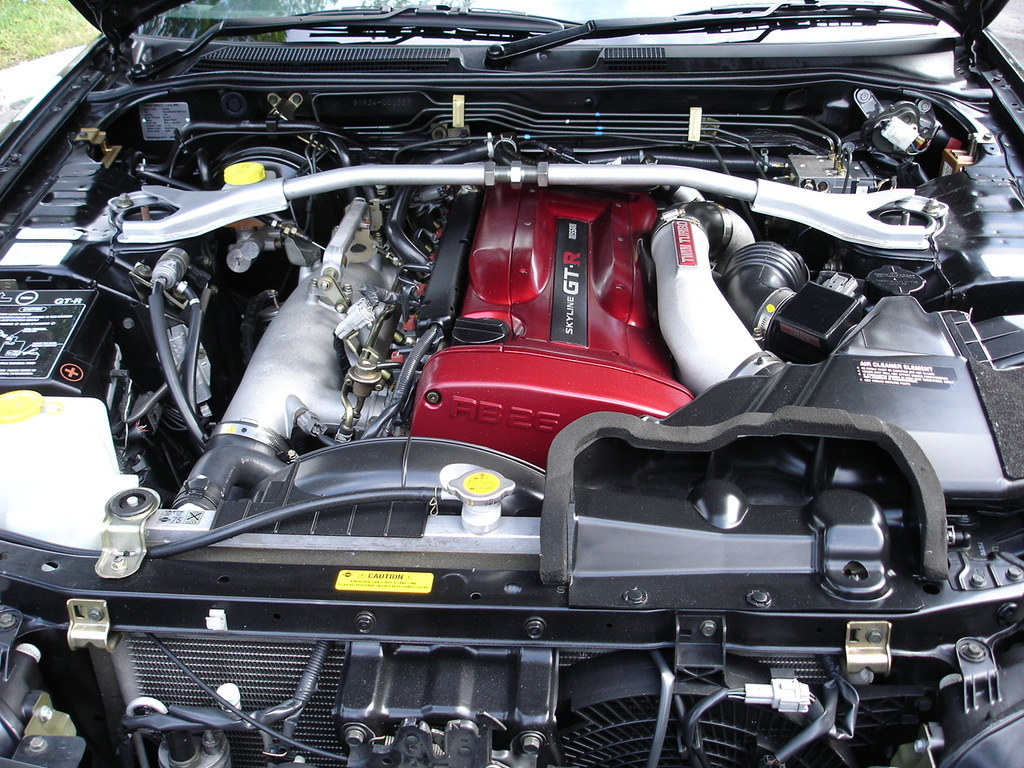
RB26DETT R34

## スカイラインGT-Rのモータースポーツ活動
スカイラインは、初代の時代からモータースポーツに参戦しているが、先述の通りGT-Rは特にモータースポーツ活動に主眼を置いており、初代前期PGC10型/後期KPGC10型GT-Rは、日本国内のレースで後に100勝を達成したマツダのロータリー勢としのぎを削りながら、クラス優勝を含む50勝を越す勝ち星を獲得している。
その後、R30型スカイライン2000RSやR31型スカイラインGTS-Rの後任としてグループAの頂点を目指すべくGT-R（BNR32型）が復活。BNR32型はデビューからレース活動終了時まで勝ち続け、グループA 29連勝の記録を作った。
全日本GT選手権（JGTC）では、1993年の開幕から2003年シーズンまで、R32からR34までの3世代のモデルが参戦し、すべてのモデルでドライバー若しくはチームのタイトルを獲得している。なおJGTC参戦用の車両は、レギュレーションや車両重量の都合もあり、基本的に市販車の4WDではなくFRを採用している（ただし一部プライベーターが4WDを用いたこともある）。
2代目KPGC110型GT-Rは、すでにS20型エンジンが競技力を失い始めているのに加え、大きく重くなったベースシャーシーではマツダ・ロータリー勢に対抗するのは不可能と考えられたため、モータースポーツ活動は行っていない。ただし、C110型としては4気筒セダンの1800GLにラリー用スポーツオプションが用意され、メーカーがプライベーターをサポートしていた。

### 初代（PGC10/KPGC10型）
- 1969年5月 デビュー戦である1969年JAFグランプリレース大会のクラブマンレース特殊ツーリングカーの部は、大会規定により日産の全ワークス選手が参加資格を失ったため、やむなくニッサン・スポーツ・カー・クラブ (SCCN) やプリンスモータリストクラブ・スポーツ (PMC-S) のアマチュア選手5名でワークスチームを編成した。これに対し、ライバルとなるトヨタは高橋晴邦がワークス選手ではあるが参加資格があった[51]。予選では藤田皓二が2分13秒42で1位、以下ロバートL.レイガン、長村瑞臣の順でGT-R勢が上位を占め、トヨタ・1600GTの高橋は藤田に約1.5秒遅れの4位、5位に高橋と同タイムの萩原裕、1600GTを2台挟んで8位に篠原孝道という結果であった。決勝で、1速を低速カーブに設定している日産勢は、1速がスタート専用ギアのトヨタ勢にスタートで一斉に遅れた。その後、順調に順位を上げた篠原が先頭の高橋に追いつき一騎打ちとなるが、高橋の巧みなブロックにより順位は変わらないままフィニッシュとなった。しかし高橋は速度で勝る篠原を直線でもブロックしており、これにコース監察の競技役員が走路妨害の疑いを報告し、競技委員会もこれを確認したため、高橋は罰則で1周減算され、総合成績は1位篠原、2位萩原、3位高橋 (クラス1位) となった[52]。
- 1969年8月 「第5回モーターファン&AUTO SPORTラリー」にてGT-Rが総合3位を獲得。
- 1969年10月 「'69日本グランプリレース大会」ツーリングカーレースにてGT-Rが1 - 3位を独占。
- 1970年5月 「'70JAFグランプリレース大会」特殊ツーリングカーレースにてGT-Rが1位、2位、4位を獲得する。このときの優勝車（58号車）をエブロが1/43ミニカーとしてモデル化している。
- 1970年6月 、「全日本富士300マイル」100マイルBレースにて、長谷見昌弘のドライブするGT-Rが優勝。長谷見はスペアカーで決勝に臨み、最後尾スタートであった。
- 1971年5月 「'71日本グランプリレース大会」ツーリングカーbレースにてGT-Rが1 - 3位、5位を獲得する。
- 1972年3月 「'72富士GCシリーズNo1 富士300キロスピードレース」スーパーツーリングレースにて、GT-Rが豪雨の中、高橋国光が全車を周回遅れにして1位、プライベートの久保田洋史が2位、同じくプライベートの河原伸光が6位を獲得し、通算50勝を達成する。
- 1972年5月 「'72日本グランプリレース大会」ツーリングカーレースbにGT-Rが出場。表彰台をマツダのロータリー勢 サバンナ、カペラに独占され、GT-R勢は4 - 6位。
- 1972年9月 「'72GCシリーズ 富士インター200マイルレース大会」スーパーツーリングTS-bcレースにて北野元が駆ったGT-Rが1位、久保田洋史が3位、正谷栄邦が6位を獲得し、通算52勝目を飾る。そして最終的に通算57勝の成績を残した。
- 1972年10月 「’72GCシリーズ第4戦 富士マスターズ250キロレース大会」スーパーツーリングTS-bcレースに黒沢元治と長谷見昌弘の駆るGT-Rが出場。サバンナとすさまじいトップ争いを演じていたが、ラップ14で周回遅れのサバンナとともにクラッシュし、優勝を逃す。GT-Rの最高順位は4位。9月にC110型にモデルチェンジしたこともあり、徐々にKPGC10型GT-Rのレースへの出場は減っていった。

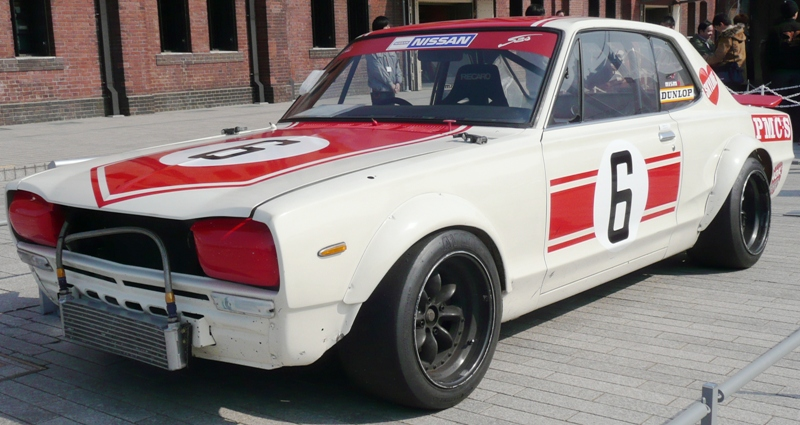
スカイライン2000GT-R '71日本グランプリレース大会出場車両のレプリカ

C10型の強さを語る上の代名詞として｢49連勝」というフレーズが昨今において雑誌、広告、DVDなどのメディアにおいて広く使用され認知されている。ただし、この連勝数については諸説があり、例えばプリンスの丘公園におけるC10型の功績を称える碑には50連勝と書かれていることに対して、モータースポーツ専門誌の『Racing On』444号では、うち18がクラス優勝、また1971年7月25日に行われた富士1000kmレースにおいて総合6位（クラス2位）となっているため、連勝記録は46で止まっていると指摘している。なお、日産のモータースポーツ部門であるNISMOはHPにおいて「49勝し更に50勝目も挙げた」という表記を取っている。

### 4代目（BCNR33型）
1995年
全日本GT選手権でカルソニック・ホシノレーシングの影山正彦がドライバーズタイトル獲得。
ル・マン24時間レースには、独立車種としてホモロゲーションを得たNISMO GT-R LMで参戦し、総合15位の戦績を残した。2015年、日産自動車のボランティアグループ「名車再生クラブ」の手によってこの1995年仕様がレストアされた。以来、日産自動車が座間市の日産ヘリテージコレクションにて動態保管しており、ニスモフェスティバルなどのイベントで走行することがある。
1996年
ル・マン24時間レースに参戦し、長谷見/星野/鈴木組のNISMO GT-R LMで、総合15位・クラス10位の戦績を残した。
1998年
パイクスピークに「ニスモ400R」で参戦。PikesPeakOpenクラスのチャンピオン獲得。
全日本GT選手権でNISMOから参戦したエリック・コマス/影山正美組がシリーズタイトル獲得。

### 5代目（BNR34型）
1999年
JGTCに参戦。GT500クラスに1月に発売されたBNR34型が3台、前年度モデルであるBCNR33型が2台。「ペンズオイル・ニスモGTR」（エリック・コマス）が2年連続のシリーズチャンピオンを獲得したが、チームタイトルはTOYOTA Castrol TEAM TOM'Sのスープラだった。なお、この時に参加した「ペンズオイル・ニスモGTR」のエンジンは、市販車に搭載されている2.6 L (2,568 cc)から2.7 L (2,708 cc)に排気量が変化している。
スーパー耐久シリーズに参戦。JGTC同様BNR34型が参戦し、「日産プリンス千葉GT-R★FALKEN」がシリーズチャンピオンを獲得した。
2000年
全日本GT選手権に参戦。GT500クラスにBNR34型が4台参戦。
スーパー耐久シリーズに参戦。「5 ZIGEN☆ファルケンGTR」がシリーズチャンピオンを獲得。
2001年
JGTC参戦。GT500クラスにBNR34型が3台参戦し、ドライバーズチャンピオンはスープラの竹内浩典・立川祐路に奪われるが、「ニスモ」が2001年JGTCチームチャンピオンを獲得。
スーパー耐久シリーズに参戦。「FALKEN GT-R」が5年連続となるシリーズチャンピオンを獲得。
2002年
全日本GT選手権に参戦。GT500クラスにBNR34型が3台参戦した。第3戦にはRB26DETT型に替わり、本来スカイラインGT-Rに用いられていないV型6気筒のVQ30DETT型を搭載するGT-Rが登場。第5戦以降は全てVQエンジン搭載となる。
スーパー耐久シリーズに参戦。「エンドレスアドバンGT-R」がシリーズチャンピオンを獲得。
2003年
JGTC GT500クラスに参戦。GT500クラスドライバーズチャンピオンおよびチームチャンピオンを獲得した。
この年を最後にスカイラインGT-RによるJGTC参戦は終了し、翌年のシーズンからの導入が決定されていたフェアレディZに移行した。
スーパー耐久シリーズに参戦。
2003年5月 ニュルブルクリンク24時間レースに「ファルケンGT-R」が参戦。総合53位 A8クラス3位。ドライバーは木下隆之/田中哲也/ローランド・アッシュ/ダーク・ショイスマン。